# Libanon világörökségi helyszínei
Libanon területéről eddig hat helyszín került fel a világörökségi listára, kilenc helyszín a javaslati listán várakozik a felvételre.
| | Andzsar |
| 1984 |         |
| Kulturális (III)(IV) |         |
| Hivatkozás: 293 |         |
| Andzsar ma is látható romjai a 8. század elejéről származnak, amikor I. al-Valíd omajjád kalifa egy palotavárost építtetett a területen. A települést a római városeszmény alapján tervezték meg és az Omajjádok alatti várostervezés egyik legkiemelkedőbb példája. A palotaváros virágzása mindössze 20-30 évig tartott utána az Abbászidák támadása miatt elnéptelenedett. Az épületegyüttes alaprajza egy kétszáz méter hosszú négyzet, amelyet római minta alapján az észak–déli főút a cardo és a kelet–nyugati decumanus osztott több részre. A falakkal teljesen körülzárt palota négy kapuját tornyokkal erősítették meg, fénykorában hatszáznál is több bolt, valamint fürdők két palota és egy mecset állt a területén. A két főút metszéspontjánál állt a tetrapülon, a város középpontját jelző építmény. Az uralkodói palota a terület délkeleti részén állt, tőle északra emelték a mecsetet és még északabbra kapott helyet a nők lakrésze. A romvárosban 1949-ben kezdődtek meg a tervszerű feltárások. |         |

| | Baalbek |
| 1984 |         |
| Kulturális (I)(IV) |         |
| Hivatkozás: 294 |         |
| Hatalmas, jó állapotban megmaradt építményeivel Baalbek a közel-keleti római szakrális építészet egyik legfontosabb alkotása. A föníciai várost az i. e. 3 és az I. e. 2. században, a Szeleukida-dinasztia uralkodása alatt Heliopolisznak, a „Nap Városának” nevezték. Ennek a korszaknak a legfontosabb emlékei sziklába vájt sírok. A terület i. e. 64-ben került római fennhatóság alá, ezután vette kezdetét az a nagyszabású építkezési program, amelynek során Jupiter, Vénusz, Mars és más istenek templomai felváltották a föníciai isteneknek szentelt épületegyüttest. A legkorábbi, a Jupiter-templom építése Augustus császár korában kezdődött és körülbelül fél évszázadig tartott. Húsz méter magas oszlopaiból napjainkra hat maradt meg, a többit földrengések pusztították el, vagy elszállították. Az épületegyüttes nagy udvarát Traianus császár idejében kezdték el kialakítani, ahol különböző vallási épületeket és oltárokat emeltek. Baalbek legjobb állapotban megmaradt épülete a Bacchus-templom, ahol a korábbi Baál isten alakja Dionüszoszéval olvadt össze. A szinte sértetlen épület az i. sz. 2. század első feléből származik. A templomokon kívül figyelemre méltóak még az óriási kőtömbök is, amelyeket a templomegyüttes alapozásához használtak |         |

| | Büblosz |
| 1984 |         |
| Kulturális (III)(IV)(VI) |         |
| Hivatkozás: 295 |         |
| A Bejrúttól északra fekvő kikötőváros Büblosz területe már a neolitikumban lakott volt. A fallal körülvett település később strukturált várossá fejlődött és az i. e. 3. évezred végére Mezopotámia és a Földközi-tenger közötti kereskedelem egyik központjává vált. I. e. 2150 körül az amoriták elpusztították majd kétszáz évvel később újjáépítették. Az i. e. 2. évezred végétől a föníciaiak egyik legfontosabb települése lett, ahonnan cédrusfát szállítottak Egyiptomba és ahova értékes importcikkek például alabástrom papirusz és arany érkezett. A középső bronzkorra datálható kilenc bübloszi királysír sírmellékletei jelzik a föníciai művészet kifinomultságát és a település gazdagságát is. A város később asszír, babilóniai, perzsa és görög uralom alá került, majd i. e. 332-ben Nagy Sándor csapatai foglalták el és hellenizálták. A római korban kereskedelme hanyatlani kezdett de jelentős vallási befolyása megmaradt. A bizánci időkben folyamatosan elvesztette jelentőségét, majd 636-ban arabok szállták meg. A keresztes hadjáratok alatt a lovagok egyik bázisa lett. Legfontosabb épületei az i. e. 1600 körülre datálható Obeliszk-templom, a város istennőjének szentelt Baalat Gebal-templom és a keresztes lovagok erődje. |         |

| | Türosz |
| 1984 |        |
| Kulturális (III)(VI) |        |
| Hivatkozás: 299 |        |
| A Libanon déli részén fekvő Türosz a föníciaiak idejében a Földközi-tenger egyik legfontosabb kikötővárosa volt. Gazdaságának alapja a bíborkereskedelem volt és jelentős bevételei miatt gyakran vált hódítók célpontjává. Az i. e. 6. században a babilóniaiak sikertelenül ostromolták meg, de a bevehetetlennek hitt várost i. e. 332-ben Nagy Sándor seregei mégis el tudták foglalni. Az i. e. 1. században rómaiak ostromolták meg és i. e. 64-ben a Római Birodalomhoz csatolták. A középkorban folyamatosan elvesztette jelentőségét majd a 13. században a mamelukok csaknem teljesen elpusztították. A 18. században egy részét újjáépítették, de korábbi befolyását nem nyerte vissza. A város legfontosabb műemlékei a római korból és a keresztes hadjáratok idejéből származnak. A császári városból az oszlopsorokkal szegélyezett római utak, egy diadalív, a tornacsarnok, a fürdő és az aréna romjai láthatók. A városfal egy része föníciai eredetű. A falmaradványok egy másik része a keresztesek korára datálható, ezen kívül figyelemre méltóak a katedrális maradványai. |        |

| | Vádi Kádísa és Isten Cédrusainak Erdeje |
| 1998 |                                         |
| Kulturális (III)(IV) |                                         |
| Védett terület: 1 720,2 hivatkozás: 850 |                                         |
| Vádi Kádisa a fővárostól, Bejrúttól 120 kilométerre fekszik és a szerzetesség kialakulásának egyik legfontosabb emlékhelye a világon. A völgy az al-Makmal-hegy lábánál terül el, a hegyoldalba kápolnákat és remetebarlangokat vájtak. Az ókeresztény település kolostorai a sziklameredélyekre épültek. Közülük legfontosabb a Kannubin-kolostor. A közelben található Hors Arz er-Áb (Isten Cédrusainak Erdeje,) amelynek fái Libanon jelképévé váltak. Libanont egykor cédruserdők borították, ezeknek csak töredéke maradt meg. A cédrusfát az ókorban előszeretettel használták vallási építkezésekhez is. A jelenleg mintegy négyszáz fából álló erdő az ország legmagasabb hegycsúcsa a Kusnat-esz-Szauda (3088m) közelében található, egyes fák korát ezerötszáz évesre becsülik. |                                         |

| | Rachid Karami nemzetközi vásár |
| 2023 |                                |
| A veszélyeztetett világörökségi helyszínek listájára került: 2023 |                                |
| Kulturális (II)(IV) |                                |
| Védett terület: 72 ha, hivatkozás: 1702 |                                |
| A vásárközpont Libanon második legnagyobb városában, Tripoliban épült fel 1975-ig Oscar Niemeyer 1962 és 1967 között készült tervei alapján. Központi eleme egy hosszúkás kiállítótér, a Nagy baldachin ahol a külföldi kiállítók szabadon felépíthették pavilonjaikat. A vásárterület bejárata a keleti végén kapott helyet, itt egy széles rámpa vezet fel egy csarnokhoz, ahonnan az egész terület áttekinthető. Az úgynevezett brazil trópusi kertben egy sor oktatási, szabadidős és kulturális létesítményt alakítottak ki, ezeket medencék és járdák kötik össze. A vásártér északi részén egy rámpán megközelíthető külső színházat építettek. A színháznál álló monumentális boltív a modernitás jelképe és egyben Tripoli város egyik szimbóluma is. Az épületek eredeti formájukban maradtak meg, de elhagyatottan állnak és nem végeznek rajtuk karbantartási munkákat sem. Az épületekre a legnagyobb veszélyt a statikai problémák jelentik, ezeket a tartóelemek korróziója és a beton öregedése okozza. A helyszín a normál listával egy időben felkerült a veszélyeztetett helyszínek listájára is. |                                |

## Javasolt helyszínek
| Név                                                              | Kép | Típus      | Kritérium   | Év   | Hiv. |
| ---------------------------------------------------------------- | --- | ---------- | ----------- | ---- | ---- |
| el-Batrún történelmi központja                                   |     | kulturális | IV, V       | 2019 |      |
| Esmun temploma                                                   |     | kulturális | IV          | 2019 |      |
| Menjez falu történelmi és természeti helyszínei                  |     | kulturális | III, IV     | 2019 |      |
| A Hermon-hegy és kulturális helyszínei                           |     | kulturális | II, III, VI | 2019 |      |
| Nahr el-Kelb régészeti helyszíne                                 |     | kulturális | III, VI     | 2019 |      |
| Szidón történelmi központja                                      |     | kulturális | III, IV     | 2019 |      |
| Az Amel-hegy várai                                               |     | kulturális | II, IV      | 2019 |      |
| Tripoli történelmi központja                                     |     | kulturális | III, IV     | 2019 |      |
| Ras al-Qalaat, Al Natour, Ras el-Mlelih fokok Anfeh településnél |     | kulturális | III, V      | 2019 |      |